# Tenuipalpus simarubae
Tenuipalpus simarubae är en spindeldjursart som beskrevs av De Leon 1965. Tenuipalpus simarubae ingår i släktet Tenuipalpus och familjen Tenuipalpidae. Inga underarter finns listade i Catalogue of Life.